# Jon Voight
Jonathan Vincent Voight (født 29. december 1938) er en amerikansk skuespiller. Han er født i Yonkers i New York af en tjekkisk-amerikansk far og en tysk-amerikansk mor. Voights bror er sanger og sangskriver Chip Taylor. Voight studeredee kunst ved The Catholic University of America. Han modtog en Oscar for sin rolle i filmen Coming Home.
Han har også været Oscar-nomineret for sine roller i filmene Midnight Cowboy og Runaway Train. Han har en fast fanskare og fik kultstatus efter en gæsteoptræden i TV-serien Seinfeld hvor han bider Kramer i armen.
Voight giftede sig med den franske skuespilleride Marcheline Bertrand 12. december 1971, og de fik to børn sammen; Angelina Jolie og James Haven. Voight og Bertrand blev separeret i 1976, og blev skilt i 1978.